# Pharga pholausalis
Pharga pholausalis är en fjärilsart som beskrevs av Walker 1858. Pharga pholausalis ingår i släktet Pharga och familjen nattflyn. Inga underarter finns listade i Catalogue of Life.